# سورين شيربان
سورين شيربان (بالرومانية: Sorin Șerban) هو لاعب كرة قدم روماني في مركز الدفاع، ولد في 17 مارس 2000 في بايا ماري في رومانيا. شارك مع منتخب رومانيا تحت 19 سنة لكرة القدم. أما مع النوادي، فقد لعب مع ستيوا بوخارست ونادي بوليتكنيكا ياش.

## وصلات خارجية
- سورين شيربان على موقع قاعدة بيانات كرة القدم.إي يو (الإنجليزية)
- سورين شيربان على موقع Soccerway.com (الإنجليزية)